# WaveRunner
Pour les autres significations, voir Wave Runner (album).
WaveRunner ou Wave Runner est une marque déposée de motomarines produite par Yamaha Motor Company. Elle se distingue des autres véhicules du même type par son évent qui projette un jet d'eau à l'arrière lors de son utilisation.

## Histoire
La motomarine est conçue par un avocat américain amateur de motocyclettes, Clayton Jacobson II, et dont le premier exemplaire est produit dans les années 1970 par la compagnie Kawasaki (marque de commerce Jet Ski). D'autres constructeurs se joignirent au mouvement dans les années 1980, dont BRP avec le Sea-Doo. La production mondiale depuis 2002 se maintient à près de 80 000 unités par année.
Yamaha, qui construit des véhicules nautiques depuis les années 1960, produit sa première WaveRunner (nommée alors Marine Jet 500T) en 1986. Il s'agit de la première motomarine à selle au monde, modèle qui domine aujourd'hui le marché.
En 1987, le guidon monté sur un bras articulé, caractéristique des motomarines à bras, est remplacé par un guidon fixe sur la WaveJammer 500 (Marine Jet 500S). En 1990, la WaveRunner III 650 (Marine Jet 650TL) est la première motomarine à offrir un siège pour trois personnes et une marche-arrière. La même année, Yamaha sort la SuperJet 650, sa première motomarine à bras.
Par la suite, Yamaha diversifie son offre dans diverses catégories, allant des modèles pour les débutants à ceux destinés à la compétition.

## Modèles actuels
- WaveRunner FZS

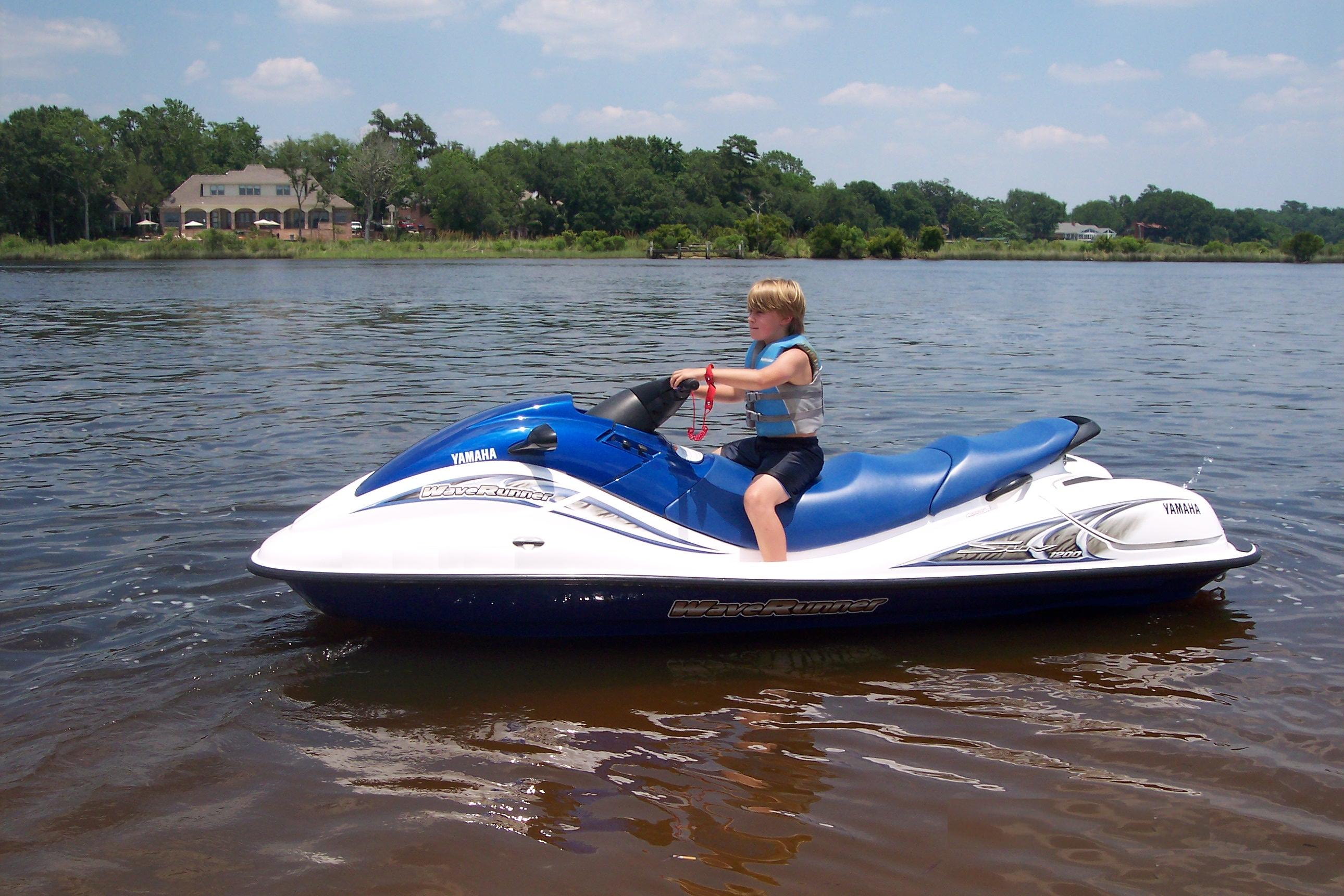
WaveRunner à trois places.

- WaveRunner FZR : conçu pour la manœuvrabilité ;
- WaveRunner FX : premier moteur 4-temps des WaveRunner ;
- WaveRunner VX : à moteur 4-temps pour grand public ;

Le moteur WaveRunner SVHO 4-temps de compétition est disponible sur plusieurs modèles.